# Goianésio Ferreira Lucas
Goianésio Ferreira Lucas (Catalão, 1930/1931 — Goiânia, 14 de novembro de 2004) foi um político brasileiro que exerceu o cargo de prefeito de Goiânia.

## Biografia
Formado médico pela Faculdade de Medicina do Rio de Janeiro em 1959, Goianésio assumiu a prefeitura de Goiânia em maio de 1982 a março de 1983.
Foi presidente da Associação Médica de Goiás (AMG).